# Logofourousso
Logofourousso, également dénommée Logofourso, est une commune rurale du département de Bobo-Dioulasso de la province du Houet dans la région des Hauts-Bassins au Burkina Faso.

## Géographie
Logofourousso est située dans le 6e arrondissement du département de Bobo-Dioulasso, à environ 10 km du centre de Bobo-Dioulasso près de la route nationale 8.

## Économie
En 2018, un projet de construction de logements sociaux — destinés à limiter leur pénurie à Bobo-Dioulasso subissant une augmentation de sa population urbaine — sur le territoire de la commune a soulevé des contestations.

## Éducation et santé
Logofourousso accueille un centre de santé et de promotion sociale (CSPS), tandis que les hôpitaux de Bobo-Dioulasso assurent les soins les plus importants.